# Fontanna chłopca z gęsiami w Norymberdze
Fontanna chłopca z gęsiami (z niem: Gänsemännchenbrunnen) – została zbudowana w epoce renesansu przez Pankraza Labenwolfa, stała ona pierwotnie na Rynku owocnym w Norymberdze. Obecnie fontanna stoi na północnej części rynku głównego przy ratuszu. Na cześć fontanny Jakob Wassermann napisał powieść Das Gänsemännchen.

## Źródła
- Elke Masa: Freiplastiken in Nürnberg – Plastik, Denkmale und Brunnen im öffentlichen Raum der Stadt. Neustadt/Aisch o.A.d.J. ISBN 3-87707-479-0